# Antajos
Antajos lub Anteusz (gr. Ἀνταῖος, Antaîos) – w mitologii greckiej syn Posejdona i Gai, gigant żyjący w Libii. 
Dotknięcie ziemi, jego matki, przywracało mu siły. Herakles zetknął się z nim szukając cudownych jabłek Hesperyd – była to jego jedenasta praca. Anteusz każdego wyzywał do zapasów. Gdy Herakles zorientował się, skąd biorą się siły przeciwnika, udusił go trzymając nad ziemią.

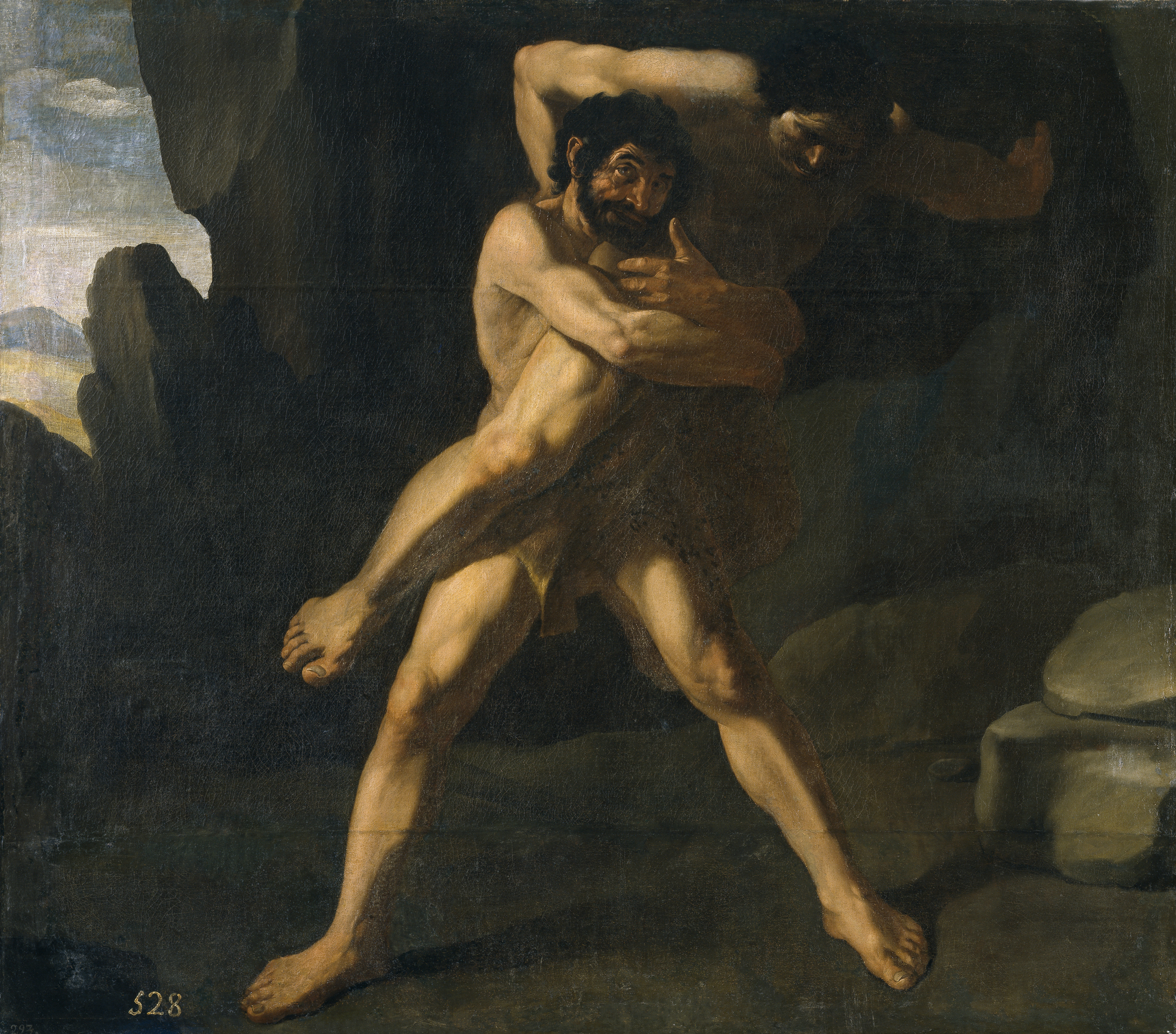
Walka Heraklesa z Anteuszem (Francisco de Zurbarán; 1634)
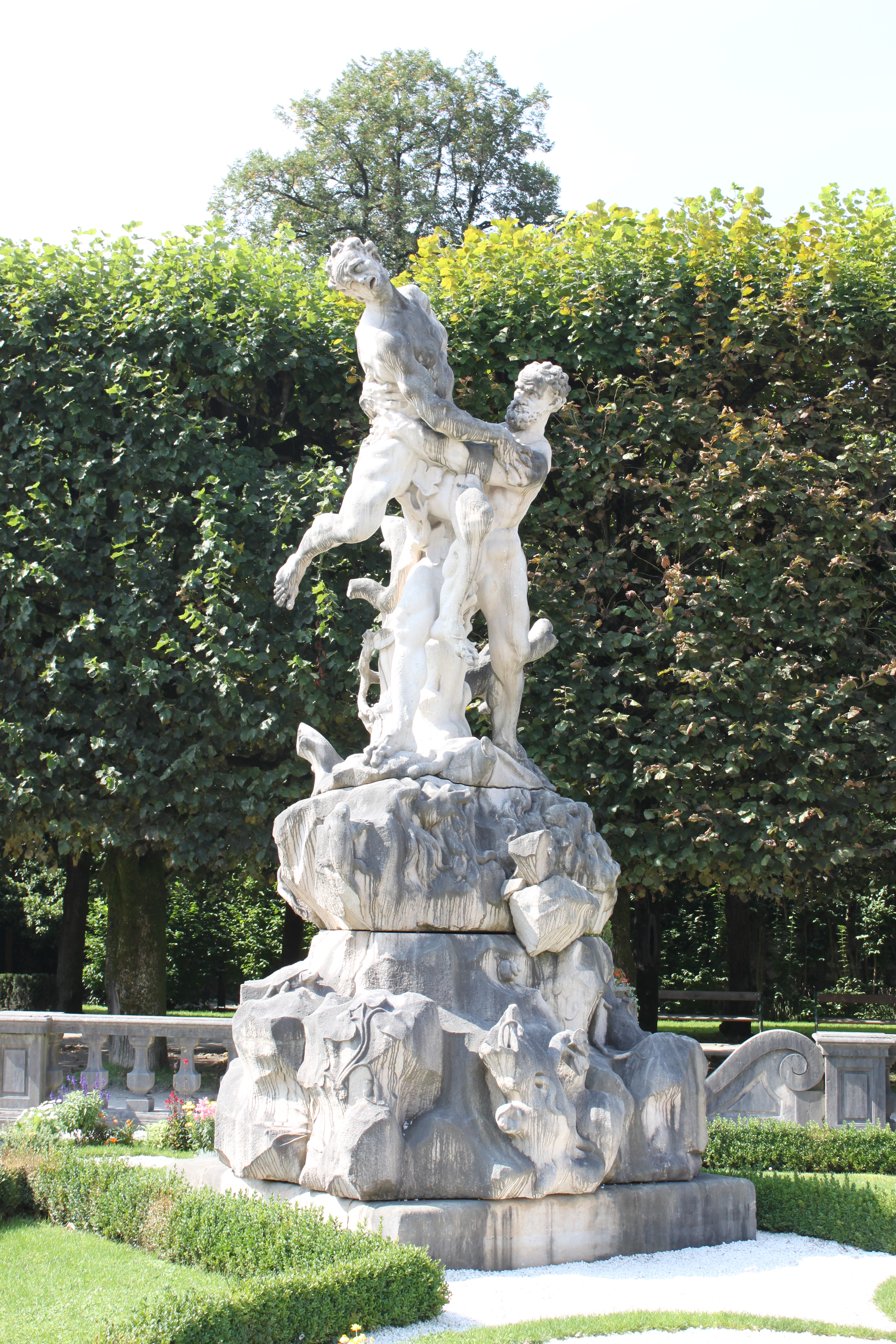
Herakles ściskający Antajosa (Ottavio Mosto; 1690)